# The Girl in Pink Tights
The Girl in Pink Tights è un musical prodotto e diretto da Shepard Traube.
Venne rappresentato un totale di 115 volte dal 5 marzo 1954 sino al 12 giugno 1954, fra gli attori Charles Goldner,
David Atkinson,  Brenda Lewis, Robert Smith e David Aiken.
Celebre in quanto inizialmente si era pensato di trarne un film con attori quali Marilyn Monroe e Frank Sinatra, si trattava un rifacimento di una storia con Betty Grable; Marilyn Monroe, letto il copione, trovò scialba la storia e si rifiutò di prendervi parte; questo le causò una sospensione, ma si racconta che il vero motivo era economico, in quanto Sinatra avrebbe percepito 5.000 dollari alla settimana mentre Monroe 1.500.